# 埃布勒夫
埃布勒（法語：Eybouleuf）是法国利穆赞大区上维埃纳省的一个市镇，属于利摩日区圣莱奥纳尔德诺布拉县。该市镇2009年时的人口为436人。

## 人口
埃布勒人口变化图示
| 数据来源：INSEE |